# زیمنس شوخرت دی.آی
زیمنس شوخرت دی. آی (به انگلیسی: Siemens-Schuckert_D.I) یک هواگرد ملخ‌پیشین تک‌موتوره از نوع جنگنده تک سرنشینه ساخت شرکت Siemens-Schuckert Werke است. هواگرد زیمنس شوخرت دی. آی نخستین پروازش را در ۱۹۱۶ میلادی انجام داد. این هواگرد در سال ۱۹۱۷ میلادی رسماً معرفی گردید. در مجموع، تعداد ۹۵ فروند از این هواگرد ساخته شده‌است.